# Daemonhunters
In de fictionele wereld van Warhammer 40,000 zijn de Daemonhunters (ook wel bekend als de Ordo Malleus) een van de drie hogere 'Ordos' van 'the Holy Emperor's' Inquisitie. Geholpen door de Grey Knights (de Chamber Militant van de Ordo Malleus), hebben de inquisiteurs van de Daemonhunters de heilige taak om alle manifestaties van Chaos uit te roeien.

## Historie
Het ontstaan van de Inquisitie is begonnen net na de invasie van Terra door Horus en de Keizers internering (opsluiting) in the Golden Throne (de Gouden Troon). In die periode zat het keizerrijk nog in de nasleep van de burgeroorlog.
Vier personen, vertrouwde dienaren van de keizer tijdens het opbouwen van het intergalactische keizerrijk, kwamen toen samen om te bespreken wat er nu moest gaan gebeuren. Zij waren verdeeld in hun ideeën. Twee van hen waren ervan overtuigd dat het keizerrijk niet zou kunnen overleven zonder dat de Keizer het keizerrijk zou leiden en de andere twee waren ervan overtuigd dat de Keizer doorgegaan was naar een hoger bestaan en dat het dwaasheid was om te bemoeien met de reeks van gebeurtenissen zoals deze zich voorgedaan had.
De twee resurrectionists, bekend als Promeus en Moriana, hebben Terra verlaten om hun quest om de keizer terug te brengen te starten terwijl de andere twee zichzelf snel hebben geïnstalleerd in de net gevormde Senatorum Imperialis. Bekend als loyale dienaren hebben deze twee al snel plannen gevormd voor het vormen van een organisatie dat de inspanningen van de andere twee ongedaan zou maken.
Met de steun van de Primarchs, hebben de twee eerste Inquisiteurs zich bekendgemaakt en zijn gelijkdenkende mensen gaan rekruteren. Hun droom werd niet gerealiseerd in hun level, maar in het 32e Millennium de verschillende instituten te groeien en zich te verspreiden door de ruimte.
In de tussentijd waren de volgelingen van Promeus en Moriana ook al talrijk en waren er al meerdere aanvaringen geweest tussen hen. Uit angst dat Moriana de krachten van Chaos zou aanwenden om haar doel te bereiken hadden de volgelingen van Promeus een klein leger gevormd en hebben uiteindelijk de volgelingen van Moriana verdreven (waarschijnlijk de Eye of Terror in).
Toen de Promeans ontdekt werden door de inquisiteurs, vele honderden jaren na de eerste aanvaringen tussen de vier volgelingen, waren ze bezig met talrijke gevechten tegen Chaos en besloten de Promeans en de inquisiteurs hun krachten te bundelen.
Het zou hierna nog vele eeuwen duren en vele gevaren zouden bezworen moeten worden door de vele inquisiteurs met hun individuele agenda's voordat er zich een organisatie die nu bekendstaat als de Inquisition zou ontstaan met de drie nu wel bekende Ordos: de Ordo Malleus, de Ordo Hereticus en de Ordo Xenos.

## Rol van de Daemonhunters
Leden van de Ordo Malleus houden zich bezig met de constante dreiging van Chaos en voeren al duizenden jaren een geheime oorlog voor de overleving van de mensheid. Elke inquisiteur van de Ordo Malleus heeft gezworen om constant bezig te zijn met het zoeken en vernietigen van deze demonische gevaren die constant op de loer liggen.
Een inquisiteur van de Ordo Malleus heeft alles wat het imperium heeft te bieden beschikbaar en hij zal niet twijfelen om een eenheid van de Imperial Guard of een squad Space Marines te rekruteren voor zijn doeleinden. Geen enkel leger binnen het imperium (of daarbuiten) is echter sterk genoeg om Chaos te bestrijden zonder de kans dat Chaos zich verder verspreid binnen de eigen gelederen. De leden van de Imperial Guard worden daarom naderhand geëlimineerd en de leden van de Space Marines gehersenspoeld om verdere verspreiding van Chaos te voorkomen.
Uitzondering hierop echter zijn de Grey Knights, de Chamber Militant van de Ordo Malleus. Wanneer het risico van daemonische besmetting te groot wordt of het gevaar zo groot is dat 'gewone' soldaten het niet meer aankunnen worden de Grey Knights ingeschakeld. Superieur zelfs aan hun broeders, de Space Marines, hebben de Grey Knights de krachten en het geloof om demonen te kunnen verslaan en hun aanwezigheid weer terug te kunnen sturen naar de Immaterium.
Zonder de Ordo Malleus en de Grey Knights zou het imperium van de mens nooit overleven.

## De Grey Knights
De Grey Knights is een Space Marine chapter (the 666th chapter) die gespecialiseerd is in het bevechten van Chaos en alle daemonische manifestaties die daaruit voorkomen. Er gaat een gerucht dat de Grey Knights voortkomen uit de keizers eigen genen (gene seed).
Alhoewel het wel een Space Marine chapter is is hun organisatie wel iets anders. Grey Knights zijn samengesteld in kleine zelfvoorzienende squads die geleid worden door justicars. Grotere groepen worden geleid door een 'Brother Captain' die boven een aantal squads staan. Zij wijden hun totale bestaan aan hun God-Emperor (de eerder vernoemde opgesloten keizer) en doen dan ook bijna niks anders dan bidden of vechten. En zelfs als ze vechten, roepen ze kreten van geloof. Ze hebben de meest gedecoreerde wapenuitrustingen met reinheidsperkamenten en dergelijken. Ze hebben speciale wapens en munitie.
De Grey Knights zijn dus superieur aan de space marines. Over de space marines werd al gezegd: geef me 100 space marines, of 1000 andere troepen. Dat zou dus worden: geef me 100 Grey Knights of 1000 space marines.